# Lijst van personen verbonden aan de London School of Economics
Hieronder staat een lijst van personen die verbonden zijn (geweest) aan de London School of Economics.

## Oud-studenten en oud-docenten

### Staatshoofden en regeringsleiders
- Harmodio Arias (1886-1962) - president van Panama, 1932-1936
- Óscar Arias (1941) - president van Costa Rica, 1986-1990, 2006-2010 en Nobelprijswinnaar
- Clement Attlee (1883-1967) - minister-president van het Verenigd Koninkrijk, 1945-1951
- Errol Walton Barrow (1920-1987) - minister-president van Barbados, 1962-1966, 1966-1976, 1986-1987
- Marek Belka (1952) - minister-president van Polen, 2004-2005
- Pedro Gerardo Beltran Espanto (1897-1979) - minister-president van Peru, 1959-1961
- Maurice Bishop (1944-1983) - minister-president van Grenada (1979-1983)
- Heinrich Brüning (1885-1970) - rijkskanselier van Duitsland, 1930-1932
- Kim Campbell (1947) - minister-president van Canada, juni-november 1993
- Eugenia Charles (1919-2005) - minister-president van Dominica, 1980-1995
- John Compton (1926) - minister-president van Saint Lucia, 1964-1979, februari-juli 1979 en 1982-1996
- Sher Bahadur Deuba (1943) - minister-president van Nepal, 1995-1997, 2001-2002, 2004-2005
- Tuanku Jaafar (1922) - koning Yang di-Pertuan Agong van Maleisië, 1994-1999
- John F. Kennedy (1917-1963) - president van de Verenigde Staten 1961-1963
- Jomo Kenyatta (1891-1978) - eerste president van Kenia, 1964-1978
- Mwai Kibaki (1931-2022) - president van Kenia, 2002-2013
- Tanin Kraivixien (1927) - minister-president van Thailand, 1976-1977
- Yu Kuo-Hwa (1914-2000) - minister-president van Taiwan, 1984-1989
- Hilla Limann (1934-1998) - minister-president van Ghana, 1979-1981
- Alfonso López Pumarejo (1886-1959) - president van Colombia, 1934-1938, 1942-1945
- Michael Manley (1924-1997) - minister-president van Jamaica, 1972-1980, 1989-1992
- Ratu Sir Kamisese Mara (1920-2004) - minister-president van Fiji 1970-1992; president van Fiji 1994-2000
- Koningin Margrethe II (1940) - koningin van Denemarken, 1972-heden
- Beatriz Merino (1947) - eerste vrouwelijke minister-president van Peru, 2003-2003
- Mia Mottley (1965) - eerste vrouwelijke minister-president van Barbados, 2018-2023
- Sri K. R. Narayanan (1921-2005) - president van India, 1997-2002
- Kwame Nkrumah (1909-1972) - eerste president van Ghana, 1960-1966
- Jacques Parizeau (1930) - minister-president van Quebec, 1994-1995
- Percival Patterson (1935) - minister-president van Jamaica, 1992-heden
- Romano Prodi (1939) - minister-president van Italië, 1996-1998, 2006-2008; voorzitter van de Europese Commissie, 1999-2004
- Navinchandra Ramgoolam (1947) - minister-president van Mauritius, 1995-2000
- Seewoosagur Ramgoolam (1900-1985) - minister-president van Mauritius (1961-1982)
- Veerasamy Ringadoo (1920-2000) - eerste president van Mauritius, maart-juni 1992
- Moshe Sharett (1894-1965) - minister-president van Israël, 1953-1955
- Constantine Simitis (1936) - minister-president van Griekenland, 1996-2004
- Edward Szczepanik (1915-2005) - minister-president van de Poolse regering in ballingschap (1986 - 1990)
- Anote Tong (1952) - president van Kiribati, 2003-heden
- Pierre Trudeau (1919-2000) - minister-president van Canada, 1968-1979, 1980-1984
- Lee Kuan Yew (1923) - minister-president van Singapore (1959-1990)

### Nobelprijswinnaars
- 1925: George Bernard Shaw (Literatuur)
- 1950: Bertrand Russell (Literatuur)
- 1950: Ralph Bunche (Vrede)
- 1959: Philip Noel-Baker (Vrede)
- 1972: John Hicks (Economie)
- 1974: Friedrich Hayek (Economie)
- 1977: James Meade (Economie)
- 1979: William Arthur Lewis (Economie)
- 1987: Óscar Arias (Vrede)
- 1990: Merton Miller (Economie)
- 1991: Ronald Coase (Economie)
- 1998: Amartya Sen (Economie)
- 1999: Robert Mundell (Economie)
- 2001: George Akerlof (Economie)
- 2007: Leonid Hurwicz (Economie)

### Overige
- Lilian Uchtenhagen (1928-2016), Zwitserse politica

## Andere prominenten

### Directeuren van de school
- Howard Davies 2003-heden
- Anthony Giddens 1997-2003
- John Ashworth 1990-96
- Indraprasad Patel 1984-90
- Ralf Dahrendorf 1974-84
- Walter Adams 1967-74
- Sydney Caine 1957-1967
- Alexander Carr-Saunders 1937-57
- William Beveridge 1919-37
- William Pember Reeves 1908-19
- Sir Halford Mackinder 1903-08
- William Hewins 1895-1903